# Ranunculus tuberosus
Ranunculus tuberosus är en ranunkelväxtart som beskrevs av Philippe Picot de Lapeyrouse. Ranunculus tuberosus ingår i släktet ranunkler, och familjen ranunkelväxter. Inga underarter finns listade i Catalogue of Life.

## Bildgalleri

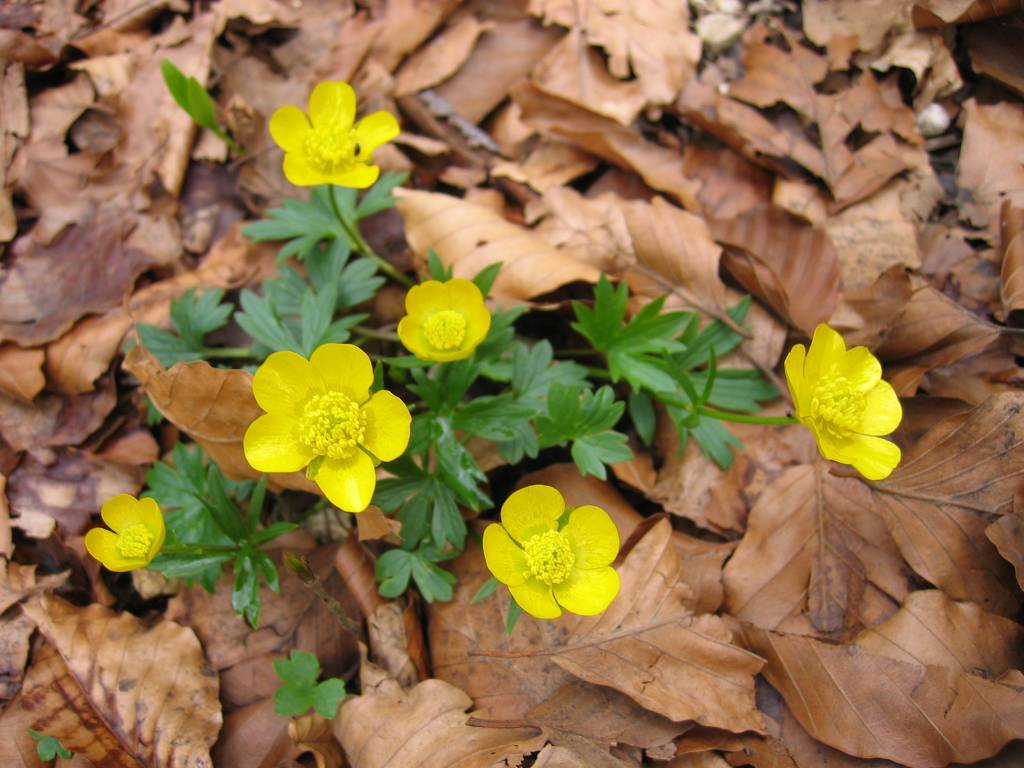